# Јаребица камењарка
Јаребица камењарка (лат. Alectoris graeca) је врста птице из породице фазана (Phasianidae). Најчешћа је на подручју Алпа, брдима јужне и средње Италије и деловима Балканског полуострва. Углавном је присутна у стеновитим пределима са мало вегетације.

## Опис
Велика је око 36 cm, а распон крила јој достиже 60 cm. Боја перја јој је сиво-пепељаста, осим у трбушном делу где преовладава бела боја са црним шарама.
Ова врста птица живи у малим јатима и не припада селицама. Храни се пупољцима, семеном, купинама, разним врстама инсеката, пужевима и сл.
Јаребице камењарке могу да живе и до 8 година, али имају велики број природних непријатеља: лисице, куне, творове, мачке, птице грабљивице итд.

## Размножавање
Сезона парења јаребица камењарки обухвата пролеће, тачније крај марта и читав период априла. Женка обично снесе 10-15 белих јаја са црвенкастим пегама. Лежање на јајима траје 24-26 дана.